# U–214
Az U–214 tengeralattjárót a német haditengerészet rendelte a kieli F. Krupp Germaniawerft AG-tól 1940. február 16-án. A hajót 1941. november 1-jén állították szolgálatba. Tíz harci küldetése során négy hajót süllyesztett el, kettőt megrongált, amelyek összvízkiszorítása 36 850	tonna volt.

## Pályafutása
Az U–214 1942. május 18-án futott ki első harci küldetésére. Négy nap múlva egy szövetséges repülőgép három bombát dobott a búvárhajóra, amelyek nem találtak. A robbanások csak kisebb károkat okoztak. Június 16-án a Vizcayai-öbölben egy repülőgép Leigh fényszórót használva fedélzeti fegyvereivel tüzet nyitott a hajóra, és három mélységi bombát dobott le. A tengeralattjáró a károk miatt kénytelen volt visszafordulni.
1942. augusztus 18-án Portugáliától nyugatra az U–214 négy torpedót lőtt ki az SL–118 konvojra. Az egyik elsüllyesztette a holland Balingkar teherhajót, amely az SL–118 konvoj tagjaként Freetownból Liverpoolba tartott többek között kaucsukkal, teával, vörösrézzel és gyapottal megrakodva. A hajó negyedóra alatt elsüllyedt, a 93 fős legénységből 91-en túlélték a támadást. Egy másik torpedó könnyebben megrongálta az HMS Chesire felfegyverzett óceánjárót. A tengeralattjáró torpedója szintén eltalálta a brit Hatarana gőzöst, amely 8300 tonna általános rakománnyal hajózott Glasgow felé. A hajó pusztulását a fedélzetén tartózkodó valamennyi ember túlélte.
1942. december 30-án 30 kilométerre Tobagótól délre a tengeralattjáró megtorpedózta a magányosan halandó lengyel Paderewskit, amely New Yorkba tartott 4100 tonna általános rakománnyal, benne kaucsukkal és mahagónival. A legénység 41 tagja közül hárman meghaltak a robbanásban, a többiek mentőcsónakba szálltak. Az U–214 újabb torpedót lőtt ki, de annak nem indult be a motorja, ezért a tengeralattjáró a felszínre emelkedett. Miközben a búvárhajó elhaladt a mentőcsónakok mellett, egy német tengerész angolul azt kiáltotta, hogy Ne féljetek, a barátaitok vagyunkǃ Ezután az U–214 fedélzeti fegyvereivel a tenger fenekére küldte a hajót.
1943. május 7-én egy brit Handley Page Halifax bombázó fedélzeti fegyvereivel tüzet nyitott a hajóra a Vizcayai-öbölben és három mélységi bombát dobott rá. A robbanások csak kisebb károkat okoztak, de a gépágyúból leadott lövések súlyosan megsebesítették Günther Reeder kapitányt. A parancsnokságot Rupprecht Stock első tiszt vette át, aki visszafordult a búvárhajó bázisához. Később őt nevezték ki kapitánynak.
1943. június 7-én az U–214 aknákat telepített Dakartól nyolc kilométerre nyugatra. Június 20-án az amerikai Santa Maria teherhajó ráfutott az egyikre, és a robbanásban súlyosan megsérült, egyik lövegkezelője meghalt. A hajót később megjavították. Szeptember 9-én 160 kilométerre az Azori-szigetektől délnyugatra egy amerikai TBF Avenger négy mélységi bombát dobott a tengeralattjáróra. Az egyik bomba eltalálta a parancsnoki hidat, de lepattant róla, és csak a tengerben robbant fel, károkozás nélkül. Az U–214 légelhárítói eltalálták a repülőt.
1943. október 14-én egy amerikai tengeralattjáró, a USS Dorado a panamai Colón előtt ráfutott egy aknára, amelyet az U–214 telepített október 8-án. Az amerikai búvárhajó teljes legénysége, 77 ember meghalt.
1944. július 26-án az HMS Cooke brit fregatt rábukkant a La Manche csatornában az U–214-re, és mélységi bombákat dobott rá. A robbanások elpusztították a tengeralattjárót. A 48 fős legénység életét vesztette.

## Kapitányok
| Név             | Kezdőnap          | Zárónap          |
| --------------- | ----------------- | ---------------- |
| Günther Reeder  | 1941. november 1. | 1943. május 10.  |
| Rupprecht Stock | 1943. május 11.   | 1944. július     |
| Gerhard Conrad  | 1944. július      | 1944. július 26. |

## Őrjárat
| Indulás | Indulónap           | Érkezés | Zárónap            |
| ------- | ------------------- | ------- | ------------------ |
| Kiel    | 1942. május 18.     | Lorient | 1942. június 4.    |
| Brest   | 1942. június 13.    | Brest   | 1942. június 18.   |
| Brest   | 1942. augusztus 9.  | Brest   | 1942. október 9.   |
| Brest   | 1942. november 30.  | Brest   | 1943. február 24.  |
| Brest   | 1943. május 4.      | Brest   | 1943. május 10.    |
| Brest   | 1943. május 18.     | Brest   | 1943. június 26.   |
| Brest   | 1943. augusztus 22. | Brest   | 1943. november 30. |
| Brest   | 1943. február 12.   | Brest   | 1943. április 29.  |
| Brest   | 1944. június 11.    | Brest   | 1944. július 2.    |
| Brest   | 1944. július 22.    | *       | 1944. július 26.   |

* A tengeralattjáró nem érte el úti célját, elsüllyesztették

## Elsüllyesztett és megrongált hajók
| Nap                 | Hajó          | Nemzetisége        | Vízkiszorítása (brt |
| ------------------- | ------------- | ------------------ | ------------------- |
| 1942. augusztus 18. | Balingkar     | Hollandia          | 6318                |
| 1942. augusztus 18. | Hatarana      | Egyesült Királyság | 7522                |
| 1942. augusztus 18. | HMS Cheshire* | Egyesült Királyság | 10 552              |
| 1942. december 30.  | Paderewski    | Lengyelország      | 4426                |
| 1943. június 20.    | Santa Maria*  | Egyesült Államok   | 6507                |
| 1943. október 14.   | USS Dorado*** | Egyesült Államok   | 1525                |

* A hajó nem süllyedt el, csak megrongálódott.

** Megrongált hadihajó.

*** Elsüllyesztett tengeralattjáró.